# Tābestānaq
Tābestānaq (persiska: تابستانق, Tābeslānaq) är en ort i Iran.   Den ligger i provinsen Östazarbaijan, i den nordvästra delen av landet, 500 km nordväst om huvudstaden Teheran. Tābestānaq ligger 904 meter över havet och antalet invånare är 473.
Terrängen runt Tābestānaq är lite bergig.Runt Tābestānaq är det ganska glesbefolkat, med 27 invånare per kvadratkilometer. Närmaste större samhälle är Abīsh Aḩmad, 9,8 km väster om Tābestānaq. Trakten runt Tābestānaq består i huvudsak av gräsmarker.